# Дадди, Бернардо
Бернардо Дадди (итал. Bernardo Daddi, известный как Бернардо Флорентиец (Bernardus Florentinus); около 1290, Борго-Сан-Лоренцо, Тоскана — 1348, Флоренция) — живописец итальянского проторенессанса флорентийской школы. Джоттеск (ученик и последователь Джотто ди Бондоне).

## Биография
Бернардо Дадди родился в долине Муджелло в местности Сальто близ Пуличчано, Борго-Сан-Лоренцо, недалеко от Флоренции. Он был флорентийцем по духу и по стилю живописи, работал в мастерской Джотто ди Бондоне вместе с «джоттесками», которые будут следовать позднему стилю мастера, как, например, Таддео Гадди, Стефано Фьорентино, Мазо ди Банко. Несмотря на подражательность манеры Дадди ценили, ему удавалось получать важные заказы, и он стал одним из самых известных и богатых флорентийских художников. Франко Саккетти в своих «Новеллах» вспоминает его как одного из лучших последователей Джотто, но Джорджо Вазари только мимоходом упоминает его в «Жизнеописаниях» (Вазари ошибочно утверждал, что Дадди был учеником Спинелло Аретино и что он умер в 1380 году).
Зачисленный в 1319 году в «Гильдию медиков и аптекарей» (Arte dei Medici e Speziali), в которую с начала XIV века принимали живописцев, Дадди создал свою первую достоверную работу: «Триптих Оньиссанти» (для церкви Всех святых во Флоренции), датированный 1328 годом и ныне хранящийся в галерее Уффици. К этому же периоду относится одна из немногих созданных им фресок в базилике Санта-Кроче, где он украсил капеллу Берарди-Пульчи историями святых Стефана и Лаврентия. В 1348 году Бернардо Дадди, вероятно, заразился чумой и скончался: полиптих для церкви Сан-Джорджо-а-Рубалла датирован 1348 годом, но во флорентийском документе, датированном августом того же года, художник упоминается как умерший.
В сравнении с произведениями Джотто в работах Дадди заметна более утончённая манера, которая приближается к изысканному искусству сиенской школы в духе Амброджо Лоренцетти. Бернардо Дадди создал несколько алтарей для церквей Италии, например, триптих «Мадонна с Младенцем и святыми Матфеем и Николаем» (1328, ныне в галерее Уффици), «Мадонна с Младенцем» для церкви Орсанмикеле во Флоренции (1346—1347) и триптих «Богоматерь с Младенцем на троне, Рождество и Распятие» (1333)). В Пинакотеке Ватикана хранится пределла из восьми панелей, написанных около 1345 года изображающих Мученичество Святого Стефана. Алтарный образ «Коронование Девы Марии», созданный в 1344 году для церкви Санта-Мария-Новелла во Флоренции, считается шедевром, наиболее поэтичным и утончённым из всех произведений последователей Джотто.
Его поздний стиль показывает определённое влияние Мазо ди Банко. Дадди, вероятно, руководил большой мастерской, поскольку известно множество картин, написанных в его стиле его учениками и помощниками.

## Галерея

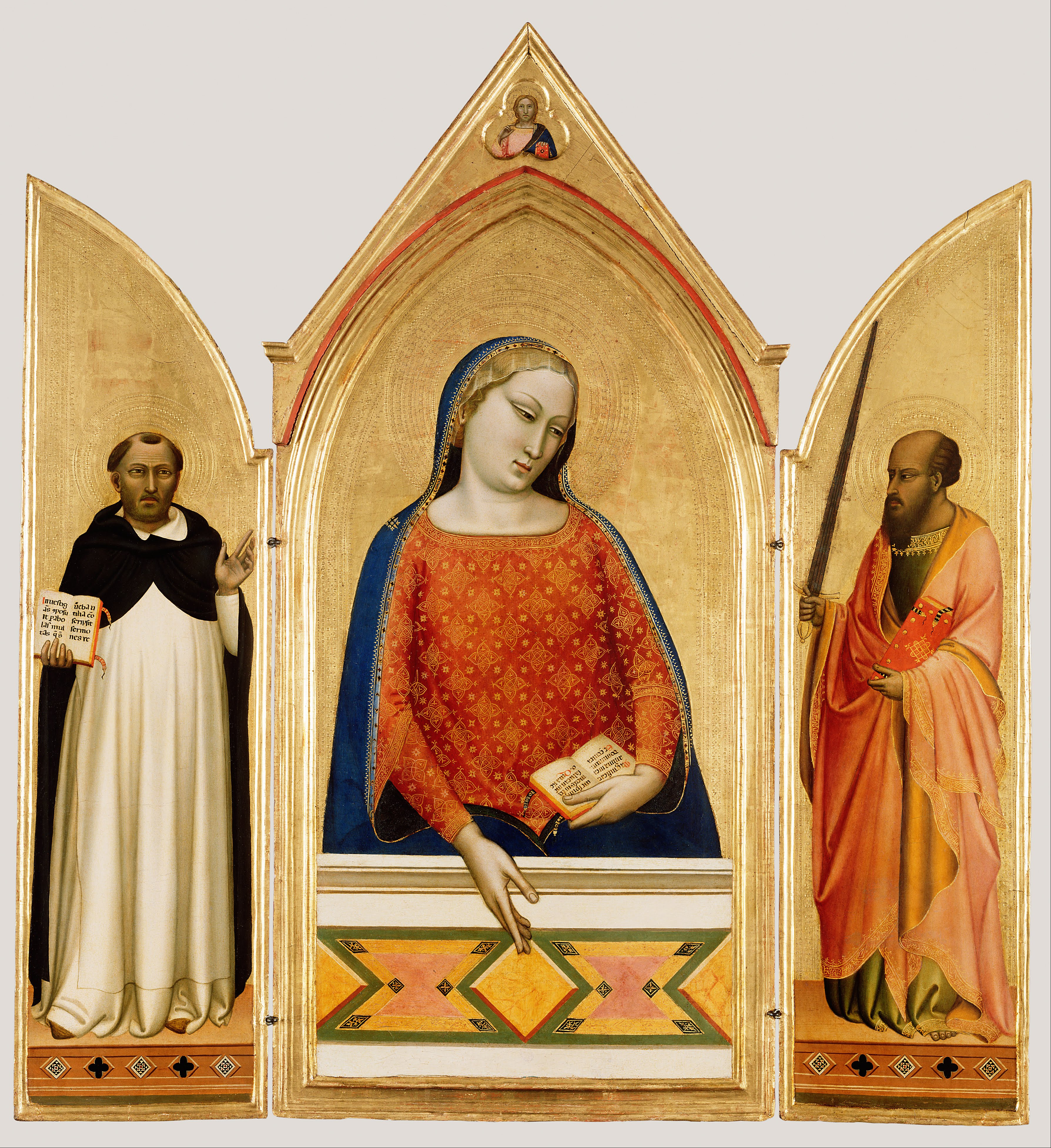
Мадонна, Святые Фома Аквинский и апостол Павел. Триптих. Ок. 1330. Дерево, темпера, золочение. Центр Гетти, Лос-Анджелес, США
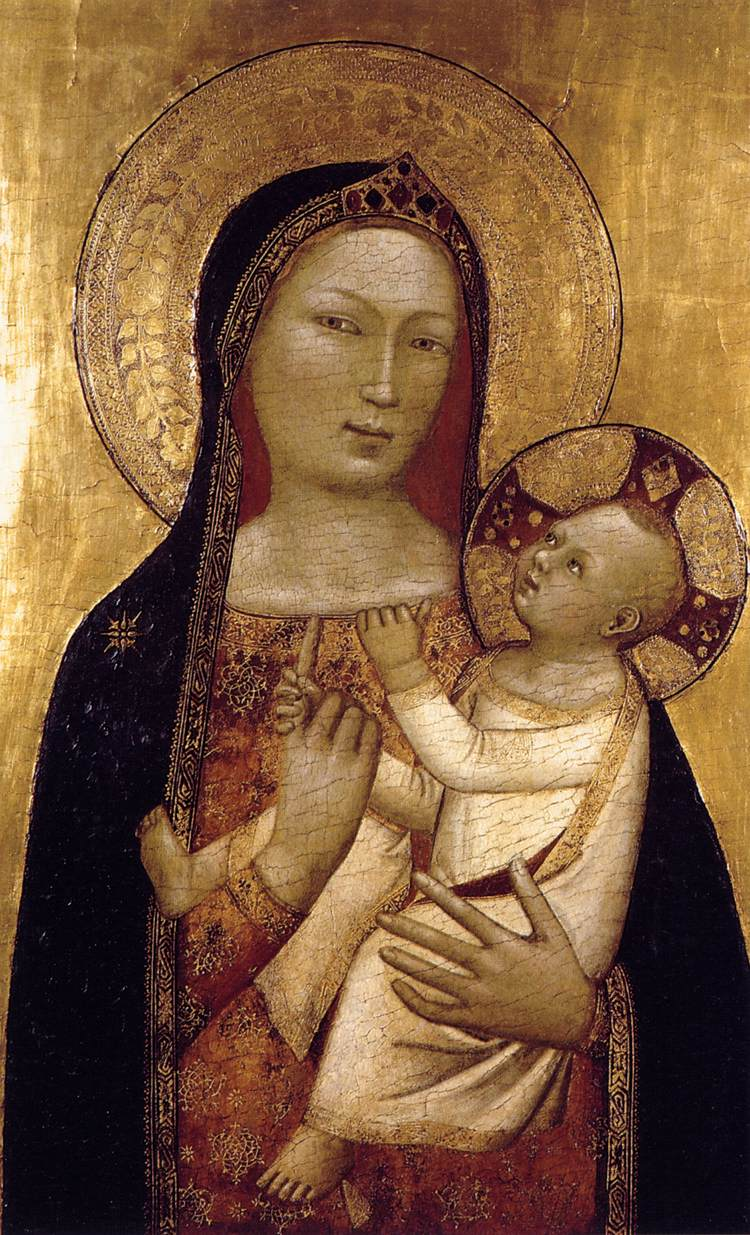
Мадонна с Младенцем. 1340—1345. Дерево, темпера. Музей Тиссена-Борнемисы, Мадрид
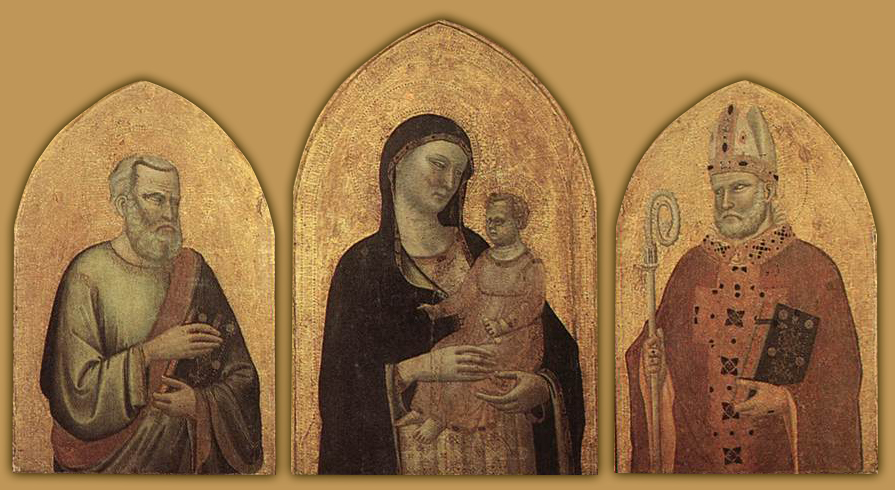
Триптих Оньиссанти. 1328. Дерево, темпера, золочение. Уффици, Флоренция
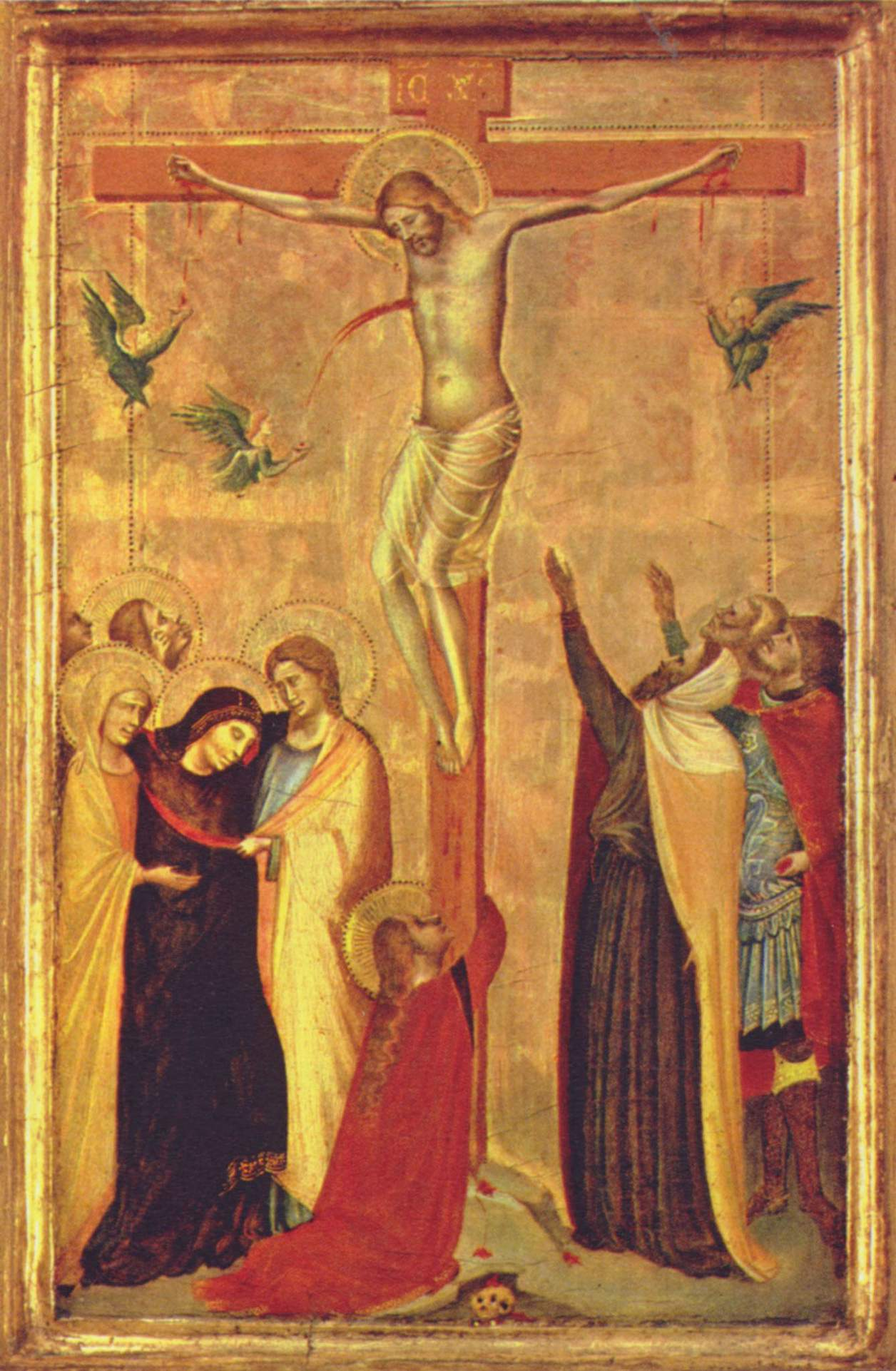
Распятие. 1340—1345. Дерево, масло. Национальная галерея искусства, Вашингтон
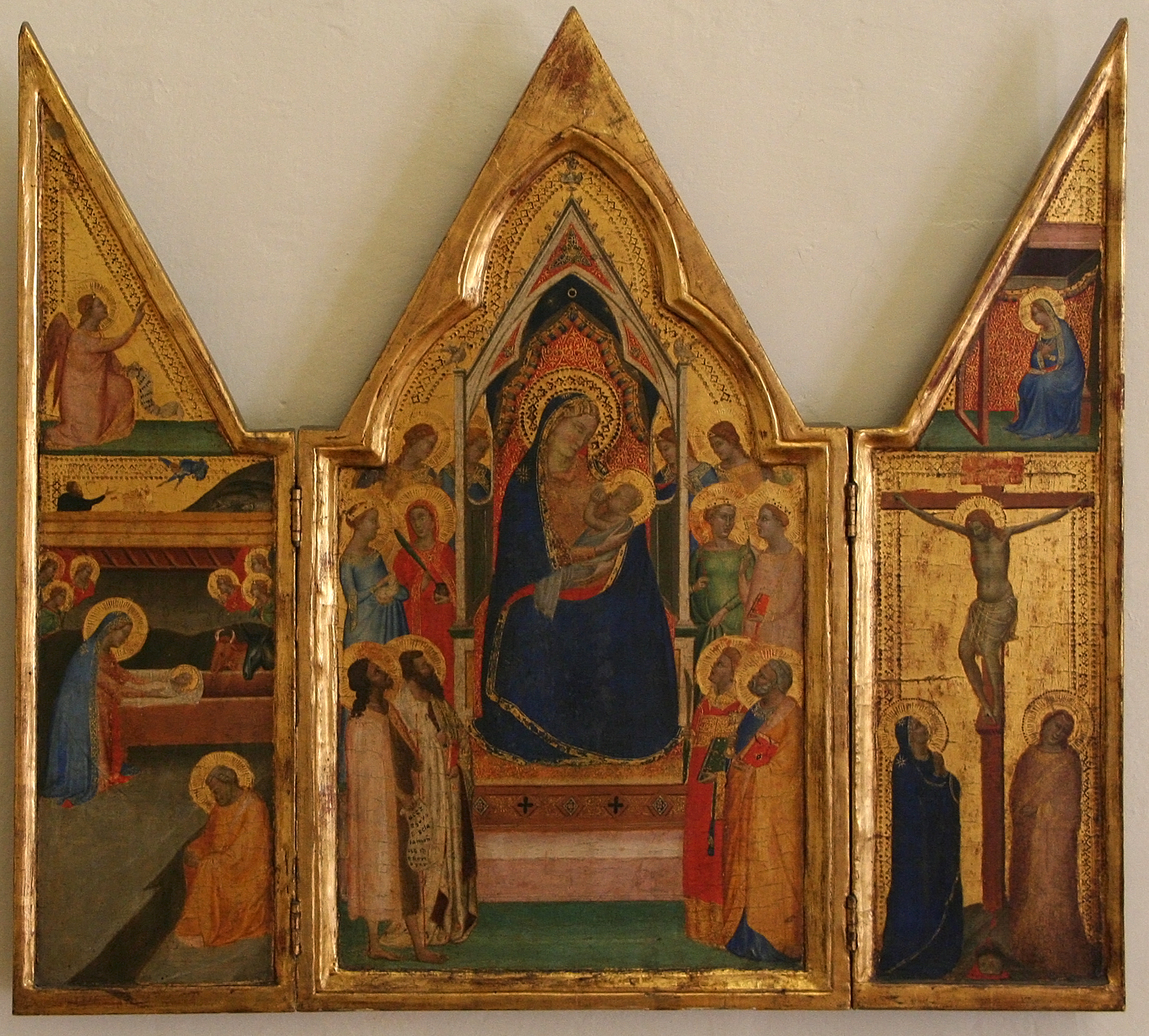
Мадонна с Младенцем, ангелами и святыми. Триптих. 1330-е гг. Дерево, темпера, золочение. Пражская национальная галерея
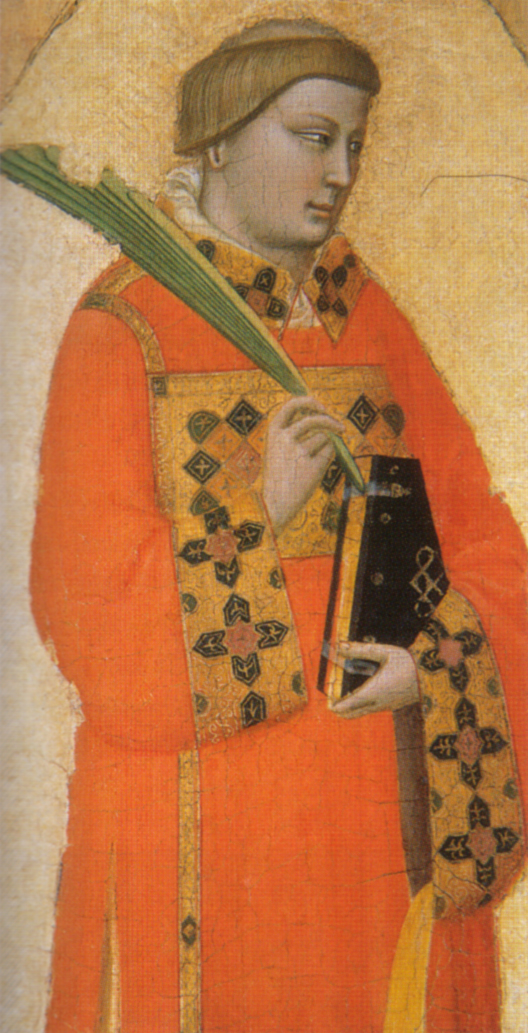
Святой Лаврентий. 1340. Дерево, масло. Пинакотека Брера, Милан
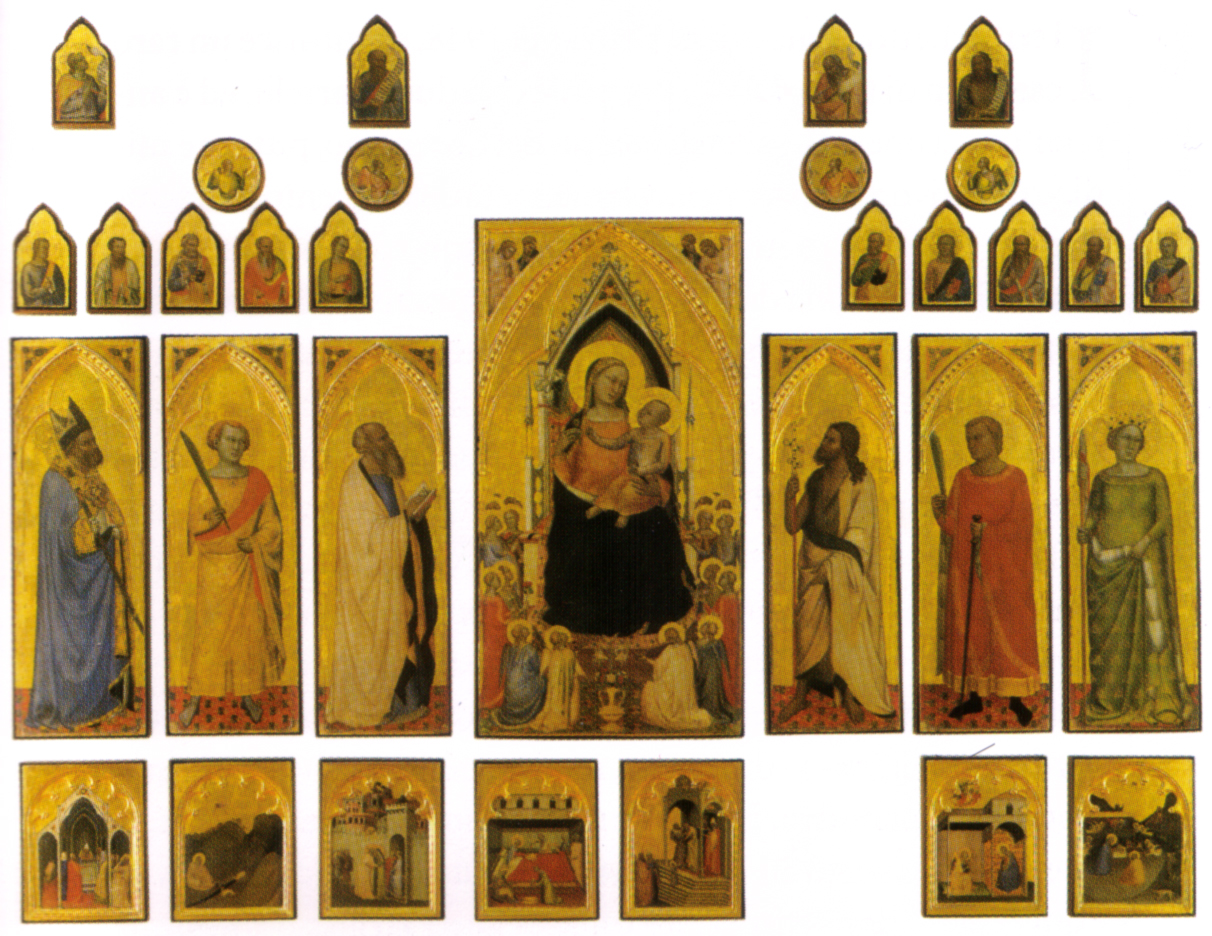
Полиптих Сан-Панкрацио. Реконструкция. До 1338. Дерево, темпера, золочение. Уффици, Флоренция